# 사란스크
사란스크(러시아어: Сара́нск, 목샤어와 에르자어: Саран ош, 문화어: 싸란스크)는 모르도비야 공화국의 수도이다. 인사르강(볼가강의 지류)에 접해 있으며, 모스크바에서 동쪽으로 642킬로미터 지점에 위치해 있다. 1641년에 지어졌으며, 1651년에 도시로 등록되었다.
인구는 31만7,000명(1999년), 면적은 71.5 km2이다.
사란스크는 레닌스키 구(Ленинский), 옥탸브리스키 구(Октябрьский), 프롤레타르스키 구(Пролетарский)로 나뉘어 있다. 현재 사란스크 시장은 블라디미르 수시코프(Владимир Фёдорович Сушков)이다.
지명은 사란카 강에서 유래하였다.

## 역사
사란스크는 1641년 당시 러시아 남동쪽에 위치한 변두리 요새였다. 요새에 거주했던 인구는 러시아인, 모르드바인, 타타르족으로 구성되었다. 당시 요새는 사란스키 오스트로제크(Саранский острожек)로 불리고 있었고, 지금과 마찬가지로 인사르 강에 접해 있었다. 1651년에 사란스크는 도시로 등록되었다.

## 경제
사란스크의 산업 활동은 전기 케이블, 화학 생산, 섬유 제조, 식품 가공, 기계 설비, 금속 공학을 포함한다. 사란스크에는 지열 발전소 2곳이 있다. 또한 사란스크에는 람주르(Lamzur) 과자 공장이 있다.
가장 주요한 산업체에는 약 12,000명을 고용하는 리스마 전기 공장 등이 있다.

## 기후
| Saransk의 기후           | Saransk의 기후 | Saransk의 기후 | Saransk의 기후 | Saransk의 기후 | Saransk의 기후 | Saransk의 기후 | Saransk의 기후 | Saransk의 기후 | Saransk의 기후 | Saransk의 기후 | Saransk의 기후 | Saransk의 기후 | Saransk의 기후 |
| 월                       | 1월            | 2월            | 3월            | 4월            | 5월            | 6월            | 7월            | 8월            | 9월            | 10월           | 11월           | 12월           | 연간           |
| ------------------------ | -------------- | -------------- | -------------- | -------------- | -------------- | -------------- | -------------- | -------------- | -------------- | -------------- | -------------- | -------------- | -------------- |
| 역대 최고 기온 °C (°F)   | 11.0 (51.8)    | 5.0 (41.0)     | 10.0 (50.0)    | 28.9 (84.0)    | 32.2 (90.0)    | 34.0 (93.2)    | 33.9 (93.0)    | 36.1 (97.0)    | 31.1 (88.0)    | 23.0 (73.4)    | 13.9 (57.0)    | 10.0 (50.0)    | 36.1 (97.0)    |
| 일평균 최고 기온 °C (°F) | −10.5 (13.1)   | −9.0 (15.8)    | −2.2 (28.0)    | 10.6 (51.1)    | 19.2 (66.6)    | 22.3 (72.1)    | 23.9 (75.0)    | 22.4 (72.3)    | 17.2 (63.0)    | 7.4 (45.3)     | −1.2 (29.8)    | −5.9 (21.4)    | 8.2 (46.8)     |
| 일일 평균 기온 °C (°F)   | −13.5 (7.7)    | −12.5 (9.5)    | −5.7 (21.7)    | 6.4 (43.5)     | 13.9 (57.0)    | 16.8 (62.2)    | 18.4 (65.1)    | 16.9 (62.4)    | 12.0 (53.6)    | 3.8 (38.8)     | −3.6 (25.5)    | −8.5 (16.7)    | 4.0 (39.2)     |
| 일평균 최저 기온 °C (°F) | −17.2 (1.0)    | −16.5 (2.3)    | −9.6 (14.7)    | 2.1 (35.8)     | 8.1 (46.6)     | 11.0 (51.8)    | 13.2 (55.8)    | 11.7 (53.1)    | 7.0 (44.6)     | 0.4 (32.7)     | −6.4 (20.5)    | −11.6 (11.1)   | −0.2 (31.6)    |
| 역대 최저 기온 °C (°F)   | −34.0 (−29.2)  | −36.1 (−33.0)  | −30.0 (−22.0)  | −10.0 (14.0)   | −2.2 (28.0)    | 1.1 (34.0)     | 3.9 (39.0)     | 2.0 (35.6)     | −5.0 (23.0)    | −17.2 (1.0)    | −22.2 (−8.0)   | −28.9 (−20.0)  | −36.1 (−33.0)  |
| 평균 강수량 mm (인치)    | 32 (1.3)       | 24 (0.9)       | 25 (1.0)       | 32 (1.3)       | 39 (1.5)       | 59 (2.3)       | 74 (2.9)       | 50 (2.0)       | 49 (1.9)       | 47 (1.9)       | 44 (1.7)       | 35 (1.4)       | 510 (20.1)     |
| 출처:                    |                |                |                |                |                |                |                |                |                |                |                |                |                |